# 제임스 스태퍼드

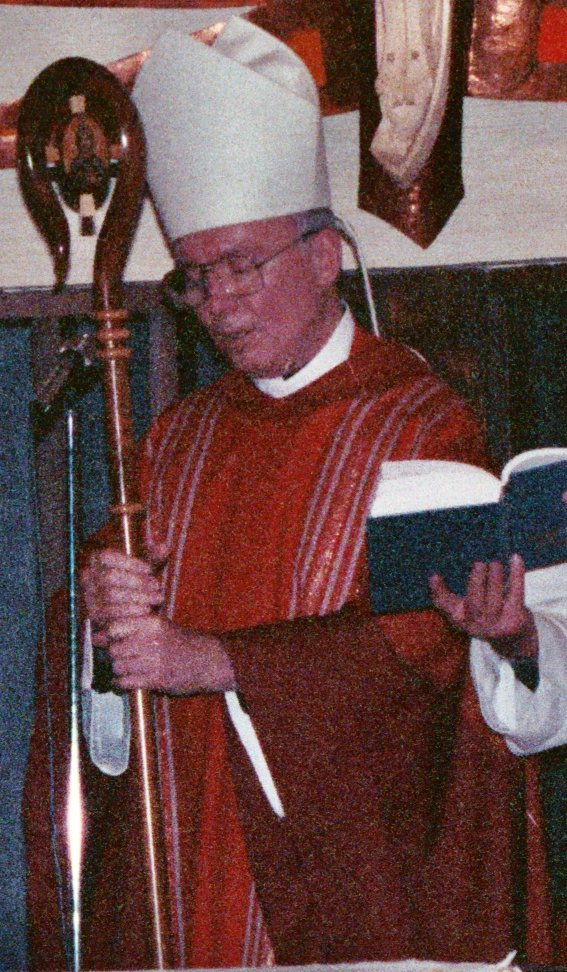

제임스 프랜시스 스태퍼드(영어: James Francis Stafford, 1932년 7월 26일 - )는 미국 가톨릭교회의 추기경이자 2003년부터 2009년까지 교황청의 3대 법원 가운데 교황만이 죄를 사면할 수 있는 가장 무거운 죄를 다루는 교황청 내사원의 재판관인 내사원장을 지냈다. 1998년 추기경에 서임되었다.

## 같이 보기
- 미국의 로마 가톨릭교회